# Körne
Körne ist ein östlich gelegener innenstadtnaher Stadtteil von Dortmund und gehört zum Stadtbezirk Innenstadt-Ost.

## Geschichte
Urkundlich wurde das damalige Curni (curn = Mühle) erstmals im Jahre 989 genannt. Körne bekam im Mittelalter durch seine Lage am Hellweg, der bedeutendsten ost-westlichen Handelsstraße, seine besondere Bedeutung. Noch heute ist der Körner Hellweg eine wichtige vierspurige Hauptstraße, welche von der Innenstadt über Körne, weiter durch die Stadtteile Wambel (Wambeler Hellweg), Brackel (Brackeler Hellweg), Asseln (Asselner Hellweg) und Wickede (Wickeder Hellweg) in die Nachbarstadt Unna führt. Die Grenze zwischen der Grafschaft Dortmund und der Grafschaft Mark war auf Dortmunder Seite ehemals durch die Reiterwarte gesichert. Im Spätmittelalter und in der Frühen Neuzeit gehörte der Hof Körne (damals zunächst „Chor“, dann „Koren“ geschrieben) dem Domkapitel des Erzbistums Köln.
Am 1. April 1905 wurde das Dorf Körne (damals noch Coerne geschrieben) in die Stadt Dortmund eingemeindet.

## Bevölkerung
Am 31. Dezember 2018 lebten 9.339 Einwohner in Körne.
Struktur der Körner Bevölkerung:
- Bevölkerungsanteil der unter 18-Jährigen: 12,6 % [Dortmunder Durchschnitt: 16,2 % (2018)][5]
- Bevölkerungsanteil der mindestens 65-Jährigen: 22,3 % [Dortmunder Durchschnitt: 20,2 % (2018)][6]
- Ausländeranteil: 17,9 % [Dortmunder Durchschnitt: 18,2 % (2018)][7]
- Arbeitslosenquote: 9,2 % [Dortmunder Durchschnitt: 9,8 % (2018)][8]

Das durchschnittliche Einkommen in Körne liegt etwa 10 % unterhalb des Dortmunder Durchschnittes.

## Bevölkerungsentwicklung
| Jahr      | 2003 | 2008 | 2009 | 2013 | 2018 |
| --------- | ---- | ---- | ---- | ---- | ---- |
| Einwohner | 9128 | 9163 | 9265 | 9320 | 9339 |

## Sport
Körne besitzt vier Fußballvereine (DjK TuS Körne, ÖSG Viktoria, SV Körne 83 und Fc Dortmund 18).

## Infrastruktur und Verkehr

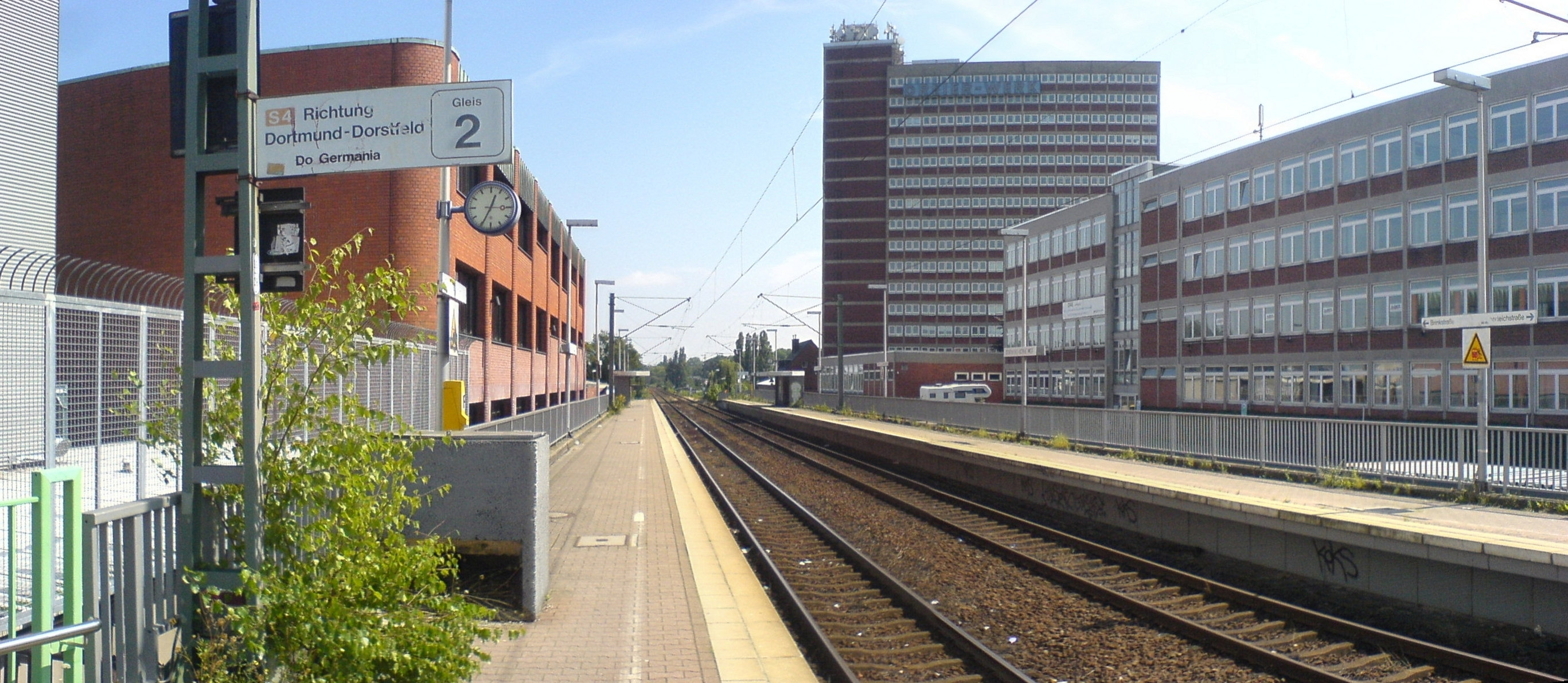
S-Bahnhof Dortmund Körne-West

Auf dem Körner Hellweg verkehrt oberirdisch die Linie U43 der Stadtbahn Dortmund zwischen Dorstfeld und Wickede. Weiter südlich wird der Stadtteil durch die S-Bahn-Linie S4 der S-Bahn Rhein-Ruhr vom Bahnhof Dortmund-Lütgendortmund nach Unna durchquert. Hier bestehen die Stationen Körne und Körne West.
| Linie | Verlauf | Takt                                              |
| ----- | --- | ------------------------------------------------- |
| S 4   | DO-Lütgendortmund – DO-Somborn – DO Germania – DO-Marten Süd – DO-Dorstfeld – Dortmund West – DO-Möllerbrücke – DO-Stadthaus – DO-Körne West – DO-Körne – DO-Knappschaftskrankenhaus – DO-Brackel – DO-Asseln Mitte – DO-Wickede West – DO-Wickede – Massen – Unna-Königsborn – Unna West – Unna Stand: Fahrplanwechsel Dezember 2023 | 30 min 15 min (Lütgendortmund–Königsborn zur HVZ) |

## Persönlichkeiten
- Marco Reus (* 31. Mai 1989), aktiver Fußballspieler bei Los Angeles Galaxy, wuchs in Körne mit zwei älteren Schwestern auf.